# Веруно
Веруно (итал. Veruno) је насеље у Италији у округу Новара, региону Пијемонт.
Према процени из 2011. у насељу је живело 1025 становника. Насеље се налази на надморској висини од 351 м.

## Становништво
| 1931. | 1936. | 1951. | 1961. | 1971. | 1981. | 1991. | 2001. | 2011. |
| ----- | ----- | ----- | ----- | ----- | ----- | ----- | ----- | ----- |
| 1.728 | 1.596 | 1.405 | 1.322 | 1.247 | 1.304 | 1.378 | 1.576 | 1.844 |